# Rosa Hochmann

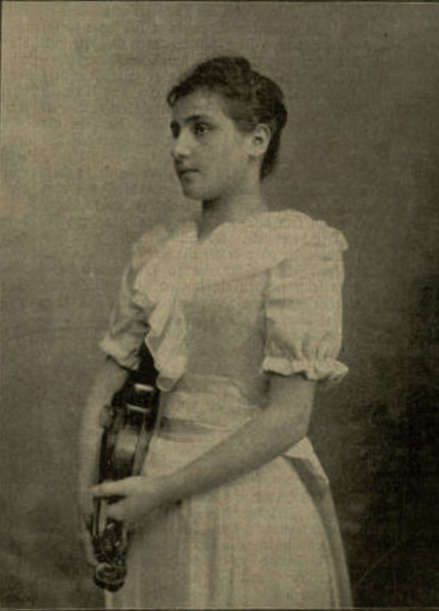
Rosa Hochmann, Abbildung in der Neuen Musik-Zeitung 1893

Rosa Hochmann (* 13. März 1875 in Proskurov, Russisches Kaiserreich; † Dezember 1955 in Wien), verh. Stransky, verh. Rosenfeld, war eine Violinistin und Violinlehrerin.

## Leben
Rosa Hochmann wurde in Kiew von Oskar Stock ausgebildet. Sie zog mit ihrer Mutter 1885 nach Wien und studierte dort von 1889 bis 1891 am Konservatorium bei Jakob Grün (1837–1916), der Konzertmeister der Wiener Hofoper war. In den 1890er Jahren sind mehrere Konzerte von Hochmann in Wien nachweisbar, bei denen sie u. a. das Violinkonzert Nr. 8 a-Moll op. 47 von Louis Spohr, das Violinkonzert g-Moll von Max Bruch und Solowerke von Pablo de Sarasate, Carl Halir und Henryk Wieniawski aufführte.
1894/95 unternahm sie Konzertreisen nach Budapest und Dresden sowie nach Berlin, Warschau, Magdeburg und Potsdam. Außerdem gab sie 1896 Konzerte in Mailand, 1898 nochmals in Berlin und 1900 in Petersburg.
In Petersburg lernte Hochmann 25-jährig den jüdischen Bankier Felix Stransky (1871–1950) kennen, den sie 1900 in Wien heiratete. Felix Stransky war von 1914 bis 1938 Mitglied der Konzerthausdirektion in Wien. Das Paar hatte zunächst seinen Wohnsitz in Petersburg, zog dann aber nach Zürich, und ab ca. 1905 lebte die Familie, nun mit zwei Kindern, George Franz Kyrill und Claire Eugenie, in Wien.
Die Ehe bedeutete für die Violinistin nach den damaligen gesellschaftlichen Konventionen einen Rückzug vom öffentlichen Konzertleben, somit konnte sie sich als passionierte und ausgebildete Musikerin nicht mehr verwirklichen. Nach der Heirat sind nur einzelne öffentliche Konzerte nachweisbar, so am 6. November 1901 im Wiener Konzertverein, am 12. März 1907 im Wiener Konservatorium anlässlich des 70. Geburtstages von Jakob Grün, zwei Symphoniekonzerte im Herbst 1907 in Wien, und die Teilnahme an einem Wohltätigkeitskonzert am 9. März 1908 im Musikvereinssaal. Die Ehe wurde 1908 geschieden, die Kinder wuchsen bei ihrem Vater auf, Rosa Hochmann hatte aber noch regelmäßig Kontakt zu ihren Kindern.
1907 wurde ihr die rumänische Verdienstmedaille bene merenti erster Klasse für ihre künstlerischen Leistungen verliehen.
Hochmann wirkte in späteren Jahren vor allem als Violinlehrerin und bildete u. a. Erica Morini (1904–1995) und Norbert Brainin (1923–2005) aus.
Rosa Hochmann heiratete in zweiter Ehe den Bankier Alfred Rosenfeld (1873–um 1941), nach dessen Tod sie in die Vereinigten Staaten emigrieren konnte. Sie kehrte nach dem Zweiten Weltkrieg nach Wien zurück. Ihr erster Ehemann Felix Stransky überlebte seine Deportation ins KZ Theresienstadt.